# Tempête sous la mer
Pour les articles homonymes, voir Tempête (homonymie).
Pour plus de détails, voir Fiche technique et Distribution.
Tempête sous la mer (Beneath the 12-Mile Reef) est un film américain en Technicolor, réalisé par Robert D. Webb, sorti en 1953. C'est le premier film en Cinémascope parvenu en France.

## Synopsis
Mike Petrakis et son fils Tony, plongeurs grecs récoltant des éponges au large de la Floride, sont en compétition avec les frères Thomas et Griff Rhys. Leur rivalité se complique lorsque Tony tombe amoureux de la jeune Gwyneth Rhys, et réciproquement.

## Fiche technique
- Titre : Tempête sous la mer
- Titre original : Beneath the 12-Mile Reef
- Réalisation : Robert D. Webb
- Scénario : A. I. Bezzerides
- Musique, orchestrations et direction musicale : Bernard Herrmann
- Directeur de la photographie : Edward Cronjager
- Direction artistique : George Patrick et Lyle R. Wheeler
- Décors de plateau : Fred J. Rode
- Costumes : Dorothy Jeakins et Charles Le Maire
- Montage : William Reynolds
- Producteurs : Robert Bassler et Darryl F. Zanuck (exécutif, non crédité)
- Société de production et de distribution : 20th Century Fox
- Pays de production :  États-Unis
- Langue : anglais américain
- Format : couleur (Technicolor et CinemaScope) — 35 mm — 2,66:1 son : 4-Track stéréo (Western Electric Recording)
- Genre : aventure, romance
- Durée : 102 min
- Dates de sorties :
  - États-Unis : 2 décembre 1953
  - France : 9 avril 1954

## Distribution

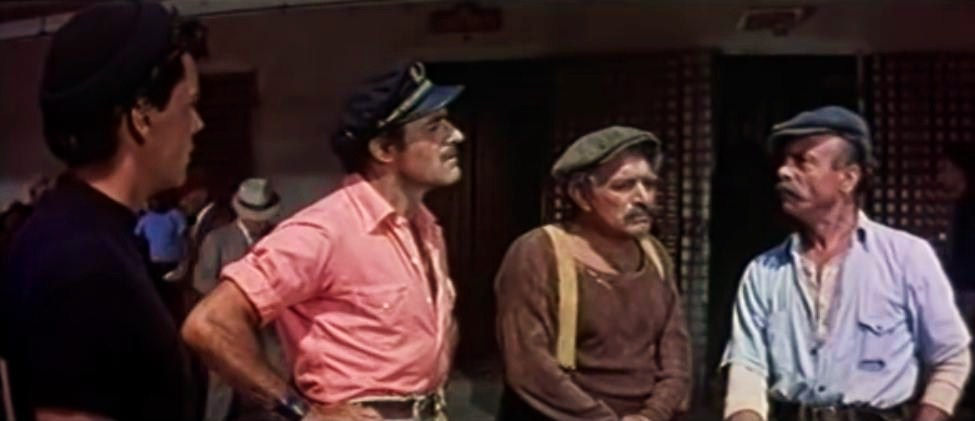
De g. à d. : Robert Wagner, Gilbert Roland,
J. J. Carrol Naish et Jay Novello.

- Robert Wagner  (VF : Jean Piat) : Tony Petrakis
- Terry Moore : Gwyneth Rhys (vf : Rosette)
- Gilbert Roland  (VF : Claude Peran) : Mike Petrakis
- J. Carrol Naish : Socrates « Soc » Houlis
- Richard Boone : Thomas Rhys
- Angela Clarke : Mama Petrakis
- Peter Graves (VF : Lucien Bryonne) : Arnold Dix
- Jay Novello : Sinan
- Jacques Aubuchon : Demetrios Sofotes
- Gloria Gordon : Penny Petrakis
- Harry Carey Jr. : Griff Rhys (vf : Jim)
- Frank Joyner  (VF : Pierre Morin) : le capitaine

Acteurs non crédités
- Rock Hudson : le narrateur (voix)
- Charles Wagenheim : Paul

## Récompenses et distinctions
Le film a été présenté en sélection officielle en compétition au Festival de Cannes 1954.